# تاريخ علم الإنسان
ينتج مصطلح أنثروبولوجيا ظاهريًا عن جمع الكلمة اليونانية أنثروبوس والتي تعني الإنسان (تُفهم بمعنى «الجنس البشري» أو «البشرية»)، ولوجيا المفترضة التي تعني «دراسة». على الرغم من ذلك، يعد هذا المركب غير معروف في اليونانية القديمة أو اللاتينية، سواء الكلاسيكية أو لاتينية العصور الوسطى. تظهر بدايةً ظهورًا متقطعًا في كلمة أنثروبولوجي اللاتينية العلمية في عصر النهضة في فرنسا، حيث ولدت الكلمة الفرنسية أنثروبولوجي، والتي نُقلِت إلى الإنجليزية لتصبح أنثروبولوجيا. وتنتمي لصف من المفردات الناتجة عن إضافة اللاحقة لوجيا، مثل أركيولوجي (علم الآثار) وبيولوجيا (علم الأحياء) وغيرها، أي «دراسة (أو علم) الـ...».
هذا الشكل المختلط من كلمة أنثروبوس اليونانية ولوجيا اللاتينية يضعه ضمن اللاتينية الحديثة. على الرغم من عدم وجود كلمة مستقلة تحمل معنى كلمة لوجيا في اليونانية الكلاسيكية. قد تملك كلمة لوغوس هذا المعنى. حاول جيمس هانت إنقاذ أصل الكلمة في أول خطاب له أمام جمعية علماء الأنثروبولوجيا في لندن بصفته رئيسًا ومؤسسًا لها، عام 1863. وجد كلمة أنثروبولوغوس في قاموس اليونانية القديمة القياسي الخاص بأرسطو، والذي يعرّف الكلمة حسب قوله بأنها «الحديث عن الإنسان أو التعامل مع الإنسان». هذا الرأي ضرب من التمني تمامًا، إذ يواصل ليدل وسكوت شرح المعنى: «يعني حب الأحاديث الشخصية». إذا تمكن أرسطو، وهو كبير فلاسفة اللوغوس، من صياغة هكذا كلمة دون أي نية جدية، فعلى الأرجح لم يكن هناك أي أنثروبولوجيا قابلة للتعريف بهذا الاسم آنذاك.
على الرغم من ذلك، لا يعتبر عدم وجود دلالة قديمة للأنثروبولوجيا مشكلةً اشتقاقية. وضع ليدل وسكوت قائمة تحوي 170 مركب يوناني ينتهي بكلمة لوجيا، ما يكفي لتفسير استخداماتها التالية كلاحقة إنتاجية. استخدم اليونانيون القدماء اللاحقات أغلب الأحيان في صياغة مركبات ليس لها بدائل مستقلة. تتحد قواميس أصول الكلمات في نسب كلمة لوجيا إلى لوغوس من ليغين أي «جمع». ويكون المجموع في المقام الأول أفكارًا، وخاصة في الحديث. يقول قاموس التراث الأمريكي: «إنها واحدة من المشتقات المبنية على لوغوس». يعد تصنيفه النمطي تصنيف اسم معنى: لوغ-وس← لو-جيا («معنى نوعي»).
لا تستبعد أصول اسم الأنثروبولوجيا العائدة لعصر النهضة احتمالية تقديم المؤلفين القدماء مواد أنثروبولوجية تحت اسم آخر. يُعتبر تعريف كهذا تخمينيًا، بناءً على رؤية العالم النظري للأنثروبولوجيا، ومع ذلك، وُضعت تخمينات من قبل علماء الأنثروبولوجيا الموثوقين، خاصة أولئك الذين يعتبرون أنفسهم منسقين اجتماعيين وغيرهم من المصنفين في التاريخ الآن.

## علم التاريخ
بدأ مارفن هاريس، وهو مؤرخ أنثروبولوجيا، كتابه ظهور نظرية الأنثروبولوجيا بعبارة: الأنثروبولوجيا هي «علم التاريخ». لا يقترح هاريس إعادة تسمية التاريخ باسم الأنثروبولوجيا، ولا يشير لعدم وجود اختلاف بين التاريخ وما قبل التاريخ، أو يزعم أن الأنثروبولوجيا تستبعد الممارسات الاجتماعية الحالية، كما قد يبدو المعنى العام للتاريخ ضمنًا في عبارة «تاريخ الأنثروبولوجيا». فهو يستخدم «التاريخ» بمعنىً مميز، كما استخدمها مؤسسو علم الإنسان الثقافي: «التاريخ الطبيعي للمجتمع»، على حد تعبير هيربرت سبينسر، أو «التاريخ العالمي للمجتمع» وهو غاية عصر التنوير في القرن الثامن عشر. وكما يشمل التاريخ الطبيعي سمات العضويات/الكائنات الحية في الماضي والحاضر، كذلك يشمل التاريخ الثقافي أو الاجتماعي سمات المجتمع في الماضي والحاضر. ويتضمن كلًا من التاريخ الموثق وما قبل التاريخ، لكنه يميل باتجاه التطور المؤسسي بدلًا من الأحداث التاريخية المحددة غير المتكررة.
وفقًا لهاريس، كان علماء الأنثروبولوجيا في القرن التاسع عشر يضعون النظريات على افتراض أن تطور المجتمع يتبع نمطًا من القوانين. ويشجب فقدان هذه الرؤية في القرن العشرين عبر إنكار وجود أي قوانين ملحوظة أو أن المؤسسات الحالية لها أي أثر على الماضي. وصاغ مصطلح التصويرية لهم. تعد وجهات النظر في القرن التاسع عشر في المقابل قانونية، أي أنها توفر القوانين. ينوي هاريس «إعادة تأكيد الأولوية المنهجية للبحث عن قوانين التاريخ في علم الإنسان». فهو يبحث عن «نظرية عامة للتاريخ». ويطلق على تصوره للقوانين: «أعتقد أن نظير الاستراتيجية الداروينية في عالم الظواهر الثقافية الاجتماعية هو مبدأ الحتمية التقنية البيئية والتقنية الاقتصادية»، اسم المادية الثقافية، التي يتوسع فيها في كتابه المادية الثقافية: الكفاح من أحل علم الثقافة.
يشير في مكان آخر إلى «نظرياتي حول الحتمية التاريخية»، معرفًا الأخيرة: «عبر العلاقة الحتمية بين الظواهر الثقافية، أعني ببساطة أن المتغيرات المتماثلة تحت ظروف متماثلة تميل لأن تعطي نتائج متماثلة». يدل استخدام «تميل إلى» على درجة من حرية الحدوث أو عدم الحدوث، ولكن في الحتمية الصارمة، في ظل أسباب معينة، يجب أن تحدث النتيجة ولا شيء غير تلك النتيجة. ولكن، يستخدم الفلاسفة المختلفون الحتمية بمعانٍ مختلفة، إذ إن العامل الحتمي الذي يراه هاريس هو الافتقار للهندسة الإنسانية الاجتماعية: «ليس للإرادة الحرة والاختيار الأخلاقي عمليًا أي تأثير هام على الاتجاه الذي اتخذته أنظمة الحياة الاجتماعية حتى الآن».
يؤيد هاريس رؤية القرن التاسع عشر التي تقترح أن القوانين هي تجريدات من الأدلة التجريبية: «...تُبنى الكيانات الاجتماعية الثقافية من الملاحظة المباشرة وغير المباشرة لسلوك أفراد معينين وفكرهم...». إذ لا تعد المؤسسات واقعًا ماديًا بل الأشخاص فقط. حين يتصرفون في المجتمع، فهم يفعلون ذلك وفقًا لقوانين التاريخ التي ليسوا مدركين لها، بالتالي، لا يوجد أي عنصر تاريخي للإرادة الحرة. وكحال علماء الأنثروبولوجيا عمومًا في القرن العشرين، يمنح هاريس قيمة عالية للتجريبية، أو جمع البيانات. يجب أن يُنفد هذا العمل من قبل مراقبين مدرَّبين.
يستعير مصطلحات من اللسانيات (علم اللغات): كما أن نظام الصوتيات هو وصف الأصوات التي تطورت بغض النظر عن المعنى وبنية اللغة، في حين يصف نظام الصوت اللغوي الأصوات ذات المعنى التي استُخدمت فعليًا في اللغة، كذلك يمكن أن تكون البيانات الأنثروبولوجية مقاربةً داخلية وخارجية. المراقبون المدرَّبون هم فقط من يستطيعون تجنب المراقبة الخارجية، أو الوصف دون النظر إلى المعنى في الثقافة: «...تُطبق المراقبة الخارجية في المراقبة الداخلية للمراقبين جزئيًا تطبيقًا غير صحيح على نظام أجنبي...». ويفرّق أكثر بين القياس الحالي والتاريخي. يعد القياس الحالي («التزامني‌») فيما يتعلق بالبيانات الأنثروبولوجية معاصرًا وثقافيًا مشتركًا. في حين تظهِر البيانات التاريخية («اللاتزامنية») تطور الخطوط عبر الزمن. يجب أن تعتمد المادية الثقافية، باعتبارها «إستراتيجية بحث علمي مقارِنة عالميًا وكلية عمليًا»، على الدقة في الأنواع الأربعة من البيانات. تختلف المادية الثقافية عن غيرها بإدخال الثقافة بصفتها تأثيرًا. تنتج العوامل المادية المختلفة ثقافات مختلفة.
واجه هاريس، كغيره من علماء الأنثروبولوجيا، أثناء البحث عن منهج وبيانات أنثروبولوجية قبل استخدام مصطلح الأنثروبولوجيا، صعوبات في إيجادها لدى المؤلفين القدماء. إذ مال القدماء لرؤية اللاعبين على مسرح التاريخ كمجموعات عرقية تتسم بلغة وخصائص متشابهة أو متماثلة: الفرس، والألمان، والسكوثيون، وما إلى ذلك. وبالتالي، عنى مصطلح التاريخ لدرجة كبيرة «قصة» ثروات هؤلاء اللاعبين عبر الزمن. لم يصغ المؤلفون القدامى القوانين قط. بصرف النظر عن نظام العصور الثلاث البدائي، لم تُشكلْ مراحل التاريخ، كتلك الموجودة لدى لوبوك وتايلور ومورغان وماركس وغيرهم بعد.